# Fomperron
Fomperron är en kommun i departementet Deux-Sèvres i regionen Nouvelle-Aquitaine i västra Frankrike. Kommunen ligger i kantonen Ménigoute som tillhör arrondissementet Parthenay. År 2022 hade Fomperron 388 invånare.

## Befolkningsutveckling
Antalet invånare i kommunen Fomperron
| Referens: INSEE |